# Рейсс (младшей линии)
Княжество Рейсс младшей линии (нем. Fürstentum Reuß jüngerer Linie), также Рейсс-Шлейц — государство, существовавшее в 1848—1918 годах на территории современной Тюрингии в Германии, управлявшееся младшей ветвью династии Рейсс.
Княжество Рейсс младшей линии имело площадь 827 км² и население 145 000 человек в 1905 году. Его столицей была Гера.

## История
В 1806 году графы Геры, Шлейца, Лобенштейна, Кёстрица и Эберсдорфа получили титул князей. В 1848 графства объединились, образовав единое княжество.

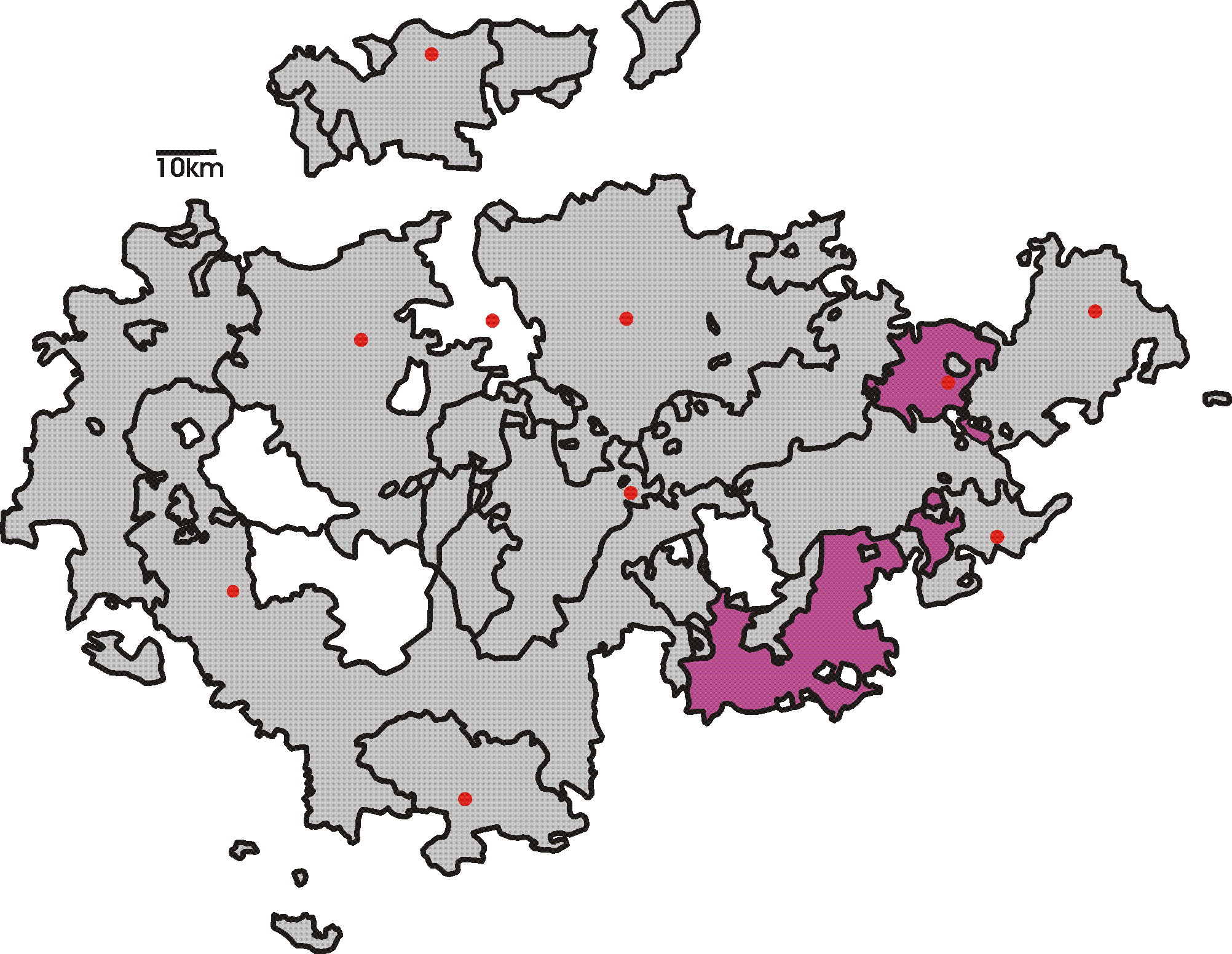
Княжество Рейсс-Гера на карте Тюрингии

После Первой мировой войны территории княжеств Рейсс младшей и старшей линий были объединены в Республику Рейсс, которая просуществовала до 1919 года, после чего была включена в состав свободного государства Тюрингия.

## Правители (князья) Рейсс младшей линии (1806—1918)
|                                            |                                            |                                            |                                            | Генрих XLII (1752—1818), князь с 1806 года |                                            |  |  | |                                             |                                             |                                             |                                             |                                             |  |  |  |  |  |  |  |  |  |  |
|                                            |                                            |                                            |                                            |                                            |                                            |  |  | |                                             |                                             |                                             |                                             |                                             |  |  |  |  |  |  |  |  |  |  |
|                                            |                                            |                                            |                                            |                                            |                                            |  |  | |                                             |                                             |                                             |                                             |                                             |  |  |  |  |  |  |  |  |  |  |
| Генрих LXII (1785—1854), князь с 1818 года | Генрих LXII (1785—1854), князь с 1818 года | Генрих LXII (1785—1854), князь с 1818 года | Генрих LXII (1785—1854), князь с 1818 года | Генрих LXII (1785—1854), князь с 1818 года | Генрих LXII (1785—1854), князь с 1818 года |  |  | Генрих LXVII (1789—1867), князь с 1854 года                                                                 | Генрих LXVII (1789—1867), князь с 1854 года | Генрих LXVII (1789—1867), князь с 1854 года | Генрих LXVII (1789—1867), князь с 1854 года | Генрих LXVII (1789—1867), князь с 1854 года | Генрих LXVII (1789—1867), князь с 1854 года |  |  |  |  |  |  |  |  |  |  |
| Генрих LXII (1785—1854), князь с 1818 года | Генрих LXII (1785—1854), князь с 1818 года | Генрих LXII (1785—1854), князь с 1818 года | Генрих LXII (1785—1854), князь с 1818 года | Генрих LXII (1785—1854), князь с 1818 года | Генрих LXII (1785—1854), князь с 1818 года |  |  | Генрих LXVII (1789—1867), князь с 1854 года                                                                 | Генрих LXVII (1789—1867), князь с 1854 года | Генрих LXVII (1789—1867), князь с 1854 года | Генрих LXVII (1789—1867), князь с 1854 года | Генрих LXVII (1789—1867), князь с 1854 года | Генрих LXVII (1789—1867), князь с 1854 года |  |  |  |  |  |  |  |  |  |  |
|                                            |                                            |                                            |                                            |                                            |                                            |  |  | Генрих XIV (1832—1913), князь с 1867 года                                                                   |                                             |                                             |                                             |                                             |                                             |  |  |  |  |  |  |  |  |  |  |
|                                            |                                            |                                            |                                            |                                            |                                            |  |  | |                                             |                                             |                                             |                                             |                                             |  |  |  |  |  |  |  |  |  |  |
|                                            |                                            |                                            |                                            |                                            |                                            |  |  | Генрих XXVII (1858—1928), князь в 1913—1918 годах, регент княжества Рейсс (старшей линии) в 1902—1918 годах |                                             |                                             |                                             |                                             |                                             |  |  |  |  |  |  |  |  |  |  |
|                                            |                                            |                                            |                                            |                                            |                                            |  |  | |                                             |                                             |                                             |                                             |                                             |  |  |  |  |  |  |  |  |  |  |
|                                            |                                            |                                            |                                            |                                            |                                            |  |  | Генрих XLV (1895—1945?); объявлен умершим в 1953 году), титулярный князь с 1928 года                        |                                             |                                             |                                             |                                             |                                             |  |  |  |  |  |  |  |  |  |  |

## Административное деление
Территория Рёйсса-Геры делилась на 2 ландратских округа (Landratsamtbezirk):
- Гера
- Шляйц